# Данилівська волость
Данилівська волость — історична адміністративно-територіальна одиниця Балтського повіту Подільської губернії Російської імперії. Волосний центр — село Балка Данилова.
Станом на 1885 рік складалася з 62 поселень, 12 сільських громад. Населення — 12185 осіб (6288 чоловічої статі та 5897 — жіночої), 1608 дворових господарств.
|                     | Площа, десятин | У тому числі орної, дес. |
| ------------------- | -------------- | ------------------------ |
| Сільських громад    | 17614          | 12730                    |
| Приватної власності | 9              | 7                        |
| Удільної власності  | 21829          | 20940                    |
| Іншої власності     | 1043           | 670                      |
| Загалом             | 40495          | 34353                    |

- Балка Данилова (Данилова, Куцая Балка)
  - Антонівка
- Березівка
- Богданове
- Василівка (Василівський)[2]
- Грушка
  - Грушківський цукровий завод
- Дельфінове
  - Прибилівка (нині у смузі Дельфінове)
- Кам'яний Брід
  - Мощене (нині у складі Кам'яний Брід)
- Кошари-Олександрівські
- Купчинецький[3]
- Лозувата
  - Єфимівка (нині у смузі Лозувата)
- Луполове
  - Гренівка
  - Михайлівка
- Маньківка
- Молдованка
  - Молдованське
  - Синарне (нині у складі Синицівка)
  - Таужнянка
- Новоселиця
- Розношинці
- Сабатинівка
  - Сабатинівка Нова
  - Сабатинівка Стара (Жабокрич)
  - Соболівка
- Ташлик Нижній
- Чемерпіль
- Шамраївка
- Шведівка